# Billy Knott
Billy Knott (sinh ngày 28 tháng 11 năm 1992) là cầu thủ bóng đá người Anh chơi ở vị trí tiền vệ cho câu lạc bộ Bradford City.

## Sự nghiệp cầu thủ
Anh chuyển đến thi đấu cho câu lạc bộ Sunderland sau khi bị câu lạc bộ Chelsea giải phóng hợp đồng vào mùa giải 2010-11. Anh sau đó chuyển đến thi đấu cho Wimbledon theo dạng cho mượn vào ngày 11 tháng 1 năm 2012, và có trận đấu đầu tiên gặp Port Vale vào ngày 14 tháng 1 năm 2012. Knott có bàn thắng đầu trong sự nghiệp cầu thủ trong trận thắng 2-1 trước Macclesfield Town vào ngày 24 tháng 1 năm 2012.

## Thống kê sự nghiệp
Tính đến 18 tháng 8 năm 2015
| Câu lạc bộ                   | Mùa giải       | Giải đấu           | Giải đấu | Giải đấu | Cúp FA | Cúp FA | Cúp Liên đoàn | Cúp Liên đoàn | Khác | Khác | Tổng cộng | Tổng cộng |
| Câu lạc bộ                   | Mùa giải       | Hạng               | Trận     | Bàn      | Trận   | Bàn    | Trận          | Bàn           | Trận | Bàn  | Trận      | Bàn       |
| ---------------------------- | -------------- | ------------------ | -------- | -------- | ------ | ------ | ------------- | ------------- | ---- | ---- | --------- | --------- |
| Sunderland                   | 2010–11        | Premier League     | 0        | 0        | 0      | 0      | 0             | 0             | —    | —    | 0         | 0         |
| Sunderland                   | 2011–12        | Premier League     | 0        | 0        | 0      | 0      | 0             | 0             | —    | —    | 0         | 0         |
| Sunderland                   | 2012–13        | Premier League     | 1        | 0        | 0      | 0      | 0             | 0             | —    | —    | 1         | 0         |
| Sunderland                   | 2013–14        | Premier League     | 0        | 0        | 0      | 0      | 0             | 0             | —    | —    | 0         | 0         |
| Sunderland                   | Tổng           | Tổng               | 1        | 0        | 0      | 0      | 0             | 0             | —    | —    | 1         | 0         |
| AFC Wimbledon (cho mượn)     | 2011–12        | League Two         | 20       | 3        | 0      | 0      | 0             | 0             | 0    | 0    | 20        | 3         |
| Woking (cho mượn)            | 2012–13        | Conference Premier | 20       | 8        | 0      | 0      | —             | —             | 2    | 2    | 22        | 10        |
| Wycombe Wanderers (cho mượn) | 2013–14        | League Two         | 17       | 1        | 3      | 0      | 0             | 0             | 3    | 1    | 23        | 2         |
| Port Vale (cho mượn)         | 2013–14        | League One         | 17       | 2        | 0      | 0      | 0             | 0             | 0    | 0    | 17        | 2         |
| Bradford City                | 2014–15        | League One         | 40       | 3        | 8      | 3      | 3             | 1             | 0    | 0    | 51        | 7         |
| Bradford City                | 2015–16        | League One         | 3        | 0        | 0      | 0      | 0             | 0             | 0    | 0    | 3         | 0         |
| Bradford City                | Tổng           | Tổng               | 43       | 3        | 8      | 3      | 3             | 1             | 0    | 0    | 54        | 7         |
| Tổng sự nghiệp               | Tổng sự nghiệp | Tổng sự nghiệp     | 118      | 16       | 11     | 3      | 3             | 1             | 5    | 3    | 137       | 24        |